# هالف‌وخ
هالف‌وخ (به هلندی: Halfweg) یک منطقهٔ مسکونی در هلند است که در هارلمرلیده ان اسپارن‌واده واقع شده‌است. هالف‌وخ ۲٬۳۳۰ نفر جمعیت دارد.

## نگارخانه

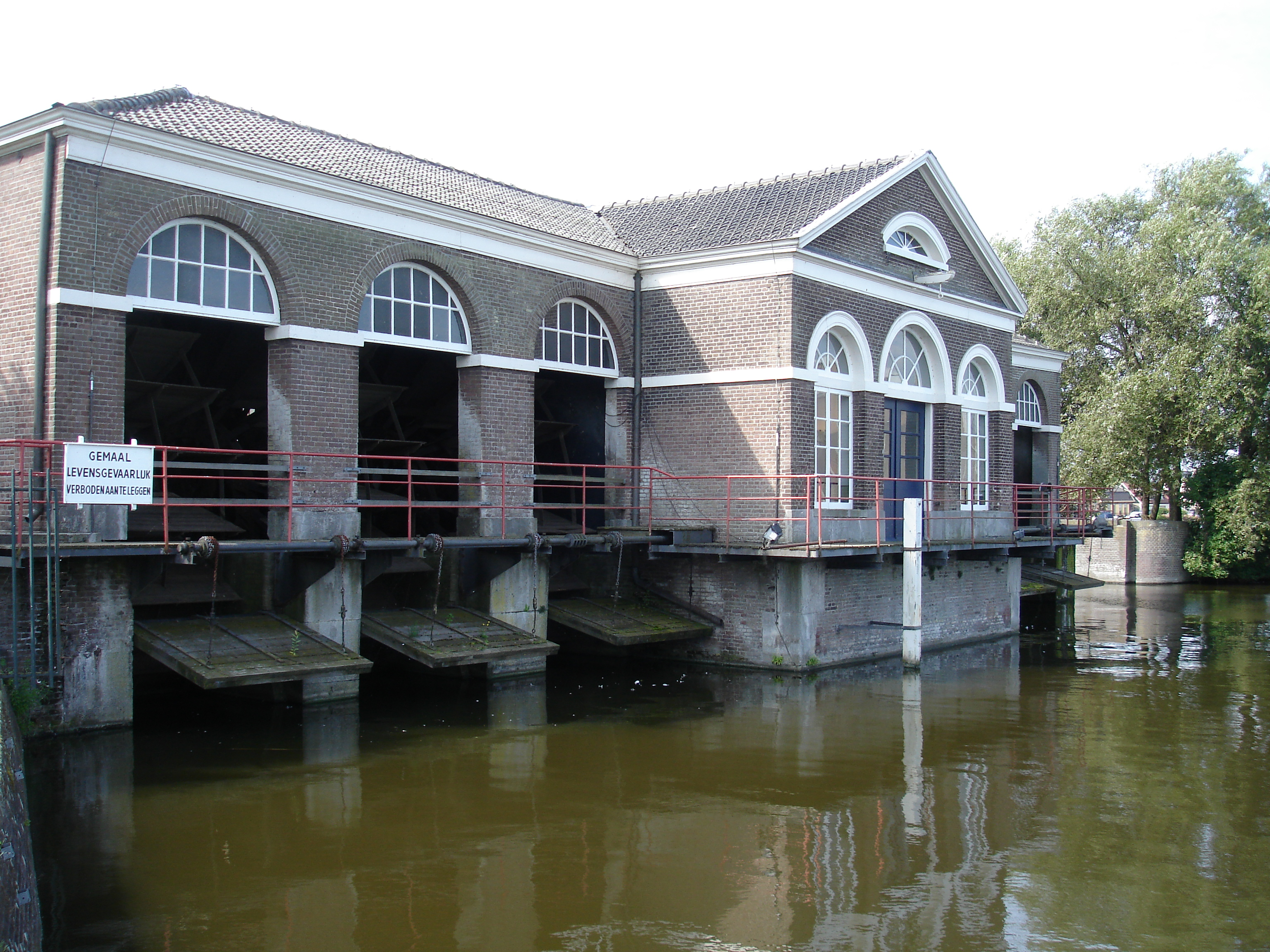
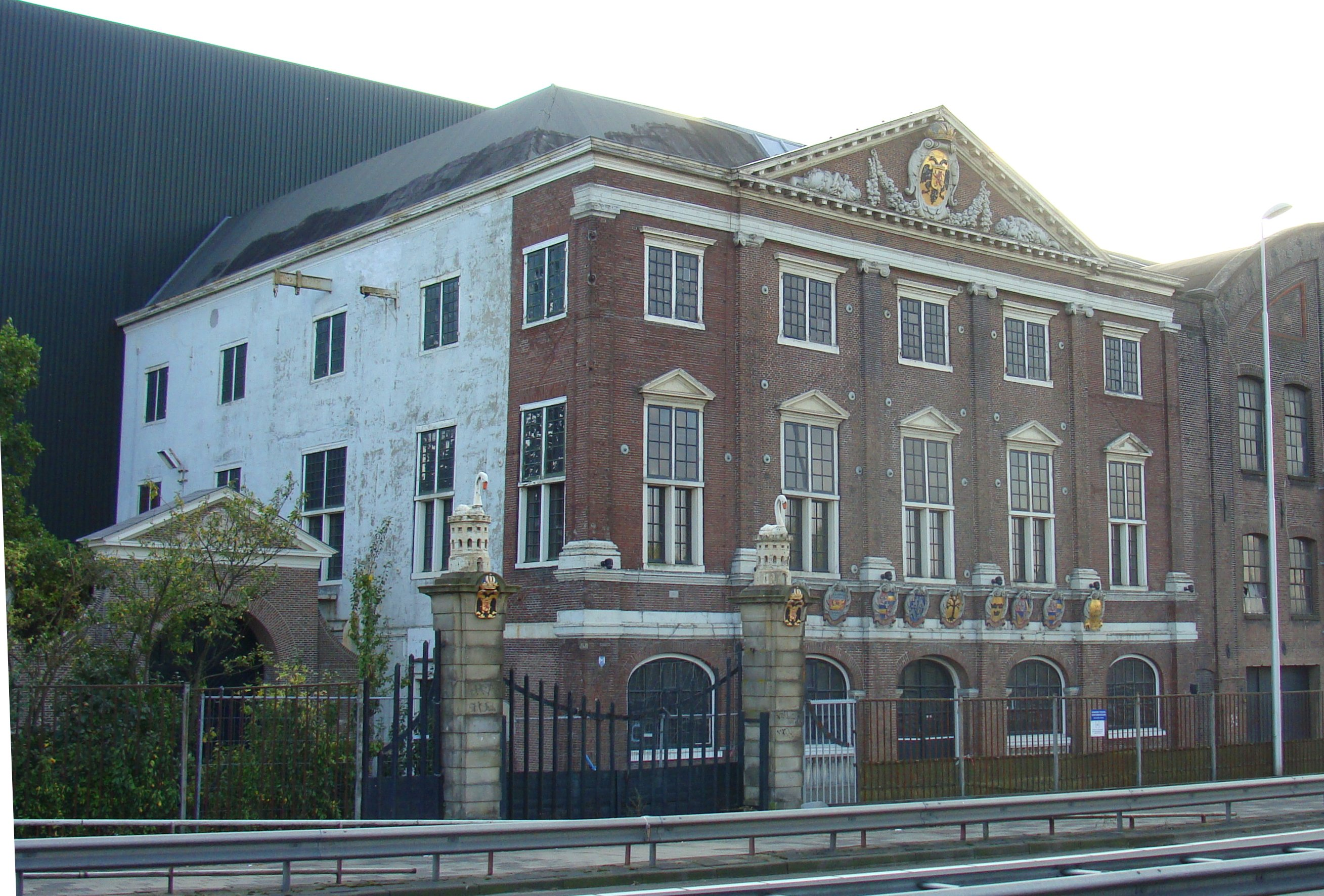
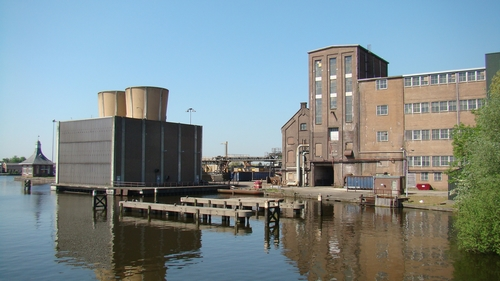